# Nassella trichotoma
Nassella trichotoma là một loài thực vật có hoa trong họ Hòa thảo. Loài này được (Nees) Hack. & Arechav. mô tả khoa học đầu tiên năm 1896.